# Італійський олівець
Італійський олівець, або чорна крейда — інструмент для малювання, один із видів вільних олівців. Іноді італійський олівець ототожнюють із чорною крейдою та соусом, хоча технології приготування цих матеріалів різняться. У старі часи, до епохи фабричного виробництва, художники готували вугільні олівці, сангіну, пастель та соус самостійно. 
Вугільні олівці робили із суміші меленої паленої кістки та рослинного клею з випалом у домашній печі. Італійський олівець натурального походження, або «чорна крейда», складається з глинистого сланцю. Італійський олівець використовують для виконання портретів, а також малюнків оголеного людського тіла. Випускається трьох сортів: твердий, середній та м'який.

## Техніка праці
Олівець дає глибокий матовий бархатистий чорний колір, який легко розтушовується на папері. Папір використовують найбільшої щільності, оскільки італійський олівець вимагає розтушовки, для чого використовують щетинні пензлі, тампони або звичайні ганчірки. За старих часів застосовували спеціальні шкіряні тампони. Найбільш поширеною в класичному мистецтві є «техніка трьох олівців»: поєднання італійського олівця (чорної крейди), червоно-коричневої сангіни та білої крейди.

## Історія
Використовувався вже в епоху треченто; Ченніно Ченніні згадує його у своєму трактаті; остаточно адаптований італійськими художниками наприкінці XV ст. Їм більше захоплювалися на півночі Італії, у Ломбардії, у школі Леонардо да Вінчі, та у Венеції, ніж у Римі та Флоренції. Виготовлялися такі олівці з чорного глинистого сланцю, що видобувся у П'ємонті; пізніше переважно з порошку паленої кістки, що скріплювався рослинним клеєм. Сприяв істотній зміні малюнка, як жанру: переходу від малого формату до великого та від дрібної, чіткої манери малювання до широкої та більш розпливчастої; також почала підкреслюватися не лінія, а світлотінь.
Найбільшими майстрами італійського олівця були Гольбейн-молодший та художники французького олівцевого портрета (Ф. Клуе; Прюдон). Його чудово використовував Тінторетто, а в епоху бароко – Рубенс.

## Виготовлення
Прості сорти сучасних італійських олівців виготовляють із цілих шматків чорного глинистого сланцю; для кращих сортів чорна крейда товчеться в порошок, промивається, потім пресується і формується за допомогою якоїсь сполучної речовини, клею.
Для виготовлення італійських олівців застосовуються: графіт - 1 частина, сажа газова - 1 частина, сажа нейтральна чорна - 1 частина, гіпс - 1/3 частини, крохмаль або декстрин у вигляді 8-відсоткового клейового розчину - 7 частин.
Пігменти для олівця необхідно дуже тонко подрібнити, розмеливши у колоїдному млині. З отриманої маси пресують олівці зазвичай прямокутного перерізу і випалюють при температурі 150-250 ° С протягом 2-4 годин. Залежно від тривалості випалу одержують олівці різної твердості.